# Lukáš Trefil
Lukáš Trefil (* 21. září 1988 Praha) je český sportovec, rychlostní kanoista-kajakář, bronzový olympijský medailista
z Letních olympijských her 2012 v Londýně na čtyřkajaku (společně s Danielem Havlem, Janem Štěrbou a Josefem Dostálem).